# Ridder (Familienname)
Ridder, de Ridder bzw. De Ridder ist der Familienname folgender Personen:

## Herkunft und Bedeutung
Ritter ist abgeleitet von der Berufsbezeichnung des Ritters (Reiter, Streiter zu Pferde, Kämpfer)

## Varianten
- Ritter, Riether

## Namensträger
- Alexandra Simons-de Ridder (* 1963), deutsche Dressurreiterin
- André de Ridder (Archäologe) (1868–1921), französischer Archäologe
- André de Ridder (Kunsthistoriker) (1888–1961), belgischer Kunst- und Literaturhistoriker
- André de Ridder (Dirigent) (geboren 1971), deutscher Dirigent
- Andreas Ridder (* 1964), deutscher Fußballspieler
- Anton de Ridder (1929–2006), niederländischer Opernsänger
- August de Ridder (1837–1911), belgisch deutscher Kaufmann und Kunstsammler
- Bernhard Ridder (1896–1967), deutscher katholischer Geistlicher, Generalpräses des internationalen Kolpingwerkes
- Blandina Ridder (1871–1916), deutsche Krankenpflegerin und Ordensschwester der Cellitinnen
- Boudewijn Ridder (* um 1955), niederländischer Badmintonspieler
- Chantal de Ridder (* 1989), niederländische Fußballspielerin
- Daniël de Ridder (* 1984), niederländischer Fußballspieler
- Daniela De Ridder (* 1962), deutsche Politikerin (SPD)
- Desmond Ridder (* 1999), US-amerikanischer American-Football-Spieler
- Dorothea Ridder (* 1942), deutsche Ärztin und Mitbegründerin der Kommune I
- Eric Ridder (1918–1996), US-amerikanischer Segler
- Gerd Ridder (* 1969), deutscher Arzt und Professor
- Gustave de Ridder (Jurist) (1861–1945), französischer Jurist und Militaria-Sammler
- Gustave Nicolas Joseph De Ridder (1795–1862), belgischer Straßen- und Brückenbauingenieur sowie Unternehmer
- Hans-Gerd Ridder (* 1951), deutscher Wirtschaftswissenschaftler
- Heinz Ridder (1920–1986), deutscher Maler, Graphiker und Kunsterzieher
- Helmut Ridder (1919–2007), deutscher Verfassungsrechtler und Professor
- Herbert von Ridder (1900–nach 1941), deutscher Adliger, NSDAP-Kreisleiter
- Herman Ridder (1851–1915), US-amerikanischer Zeitungsverleger
- Hermine Ridder (1843–1938), deutsche Pädagogin, Schuldirektorin und Pionierin der Berufsbildung für Frauen
- Hilde De Ridder-Symoens (1943–2023), belgische Historikerin
- Ilse Ridder-Melchers (* 1944), deutsche Politikerin (SPD)
- Klaus Ridder (Ingenieur) (* 1941), deutscher Ingenieur und Autor
- Klaus Ridder (Germanist) (* 1957), deutscher Germanist
- Koen Ridder (* 1985), niederländischer Badmintonspieler
- Louis De Ridder (1902–1981), belgischer Eishockeyspieler, Bobfahrer und Eisschnellläufer
- Luis de Ridder (1928–2004), argentinischer Skisportler
- Marja Ridder (* um 1940), niederländische Badmintonspielerin
- Marjan Ridder (* 1953), niederländische Badmintonspielerin
- Michael de Ridder (* 1947), deutscher Internist, Intensivmediziner, Hospizgründer
- Niels De Ridder (* 2001), belgischer Basketballspieler
- Noah De Ridder (* 2003), belgischer Fußballspieler
- Paul De Ridder (* 1948), belgischer Historiker und Politiker
- Paul Ridder (* 1942), deutscher Psychologe und Soziologe
- Philipp Ridder (1761–1835), russischer Bergbauingenieur, Administrator und Generalmajor
- Piet Ridder (* 1951), niederländischer Badmintonspieler
- Remi De Ridder (1843–1930), belgischer Rechtswissenschaftler
- Rob Ridder (* 1953), niederländischer Badmintonspieler
- Robert Ridder (1919–2000), US-amerikanischer Medienunternehmer und Eishockeyfunktionär
- Steve De Ridder (* 1987), belgischer Fußballspieler
- Thijs De Ridder (* 2003), belgischer Basketballspieler
- Thomas Ridder (* 1972), deutscher Fußballspieler
- Ton de Ridder (* 1956), niederländischer Dressurausbilder